# گکوی بی‌پنجه جنوب غرب
گکوی بی‌پنجه جنوب غرب (نام علمی: Crenadactylus ocellatus) نام یک گونه از سرده گکوهای بی‌پنجه است.